# Hannes Aigner (Fußballspieler)
Johannes „Hannes“ Aigner (* 16. März 1981 in Schwaz) ist ein ehemaliger österreichischer Fußballspieler.

## Karriere
Aigner begann seine Karriere in der Jugend des SV Weerberg, bei dem er 1996 als 15-Jähriger in der ersten Mannschaft spielte. Nach einer Ausbildung als Telekommunikationstechniker in Graz wurde er 2000 zum Tiroler Viertligisten Innsbrucker SK geholt. Nach erfolgreichen Spielen im Dress der Innsbrucker wurde er zum gerade gegründeten FC Wacker Tirol geholt, mit dem von der Regionalliga West bis in die höchste Spielklasse Österreichs aufstieg. Anfangs war Aigner kaum Stammspieler, da Spieler wie Samuel Koejoe oder der ehemalige österreichische Nationalspieler Wolfgang Mair stärker waren als er; deshalb absolvierte er in England beim FC Darlington ein Probetraining, entschied sich in Österreich zu bleiben und schaffte schließlich den Durchbruch bei Wacker Tirol.
Aigner wechselte 2006 zur Wiener Austria. Im ersten Jahr holte er seinen ersten Titel, als er mit der Austria den ÖFB-Cup gewann. Für die Saison 2008/09 wechselte er zum neu gegründeten und in der zweiten österreichischen Spielklasse spielenden FC Magna Wiener Neustadt von Frank Stronach, mit dem er auf Anhieb Meister wurde und in die höchste Spielklasse aufstieg. Im Sommer 2011 wechselte er zum Bundesligaabsteiger LASK Linz. Nachdem diesem im Sommer 2012 die Lizenz verweigert worden war, wechselte er zum Vorarlberger Zweitligisten SCR Altach.
Im März 2019 gab er aufgrund von Sehproblemen seine Karriereende als Aktiver mit Saisonende 2018/19 bekannt.

## Titel und Erfolge
- Österreichischer Cupsieger: 2007
- Österreichischer Zweitligameister: 2004, 2009, 2014 (Erste Liga)